# Xavier Naidoo
Xavier Kurt Naidoo (født 2. oktober 1971 i Mannheim) er en tysk soul og R & B sanger. Han er sanger og en af grundlæggerne af den tyske musikgruppe Söhne Mannheims, medstifter og underviser ved Pop Academy i Mannheim, og har grundlagt Beats Around The Bush og sit eget pladeselskab naidoo records.
Naidoos sangtekster handler ofte om kristendom, velgørenhed og kampen mod fremmedhad. For sine tekster har han modtaget flere priser som Fred Jay-prisen i 2003. Han er involveret i mange projekter, herunder Brothers Keepers, Rock gegen Rechts, 4 Your Soul, Rilke Project, Zeichen der Zeit, Fourtress og selve bandet Söhne Mannheims.
Xavier Naidoos debutalbum Nicht aus dieser Welt, 1998 har  solgt over en million plader. Han havde også stor succes med sine to andre solo-album Zwischenspiel - Alles für den Herrn (2002) og Telegramm für X (2005). Oktober 2009 udkom hans fjerde album Alles kann besser werden.
Den 19. november 2015 blev det annonceret, at Naidoo skulle repræsentere Tyskland i Eurovision Song Contest 2016. Nomineringen var dog helt omstridt, på grund af forskellige antisemitiske, homofobe og konspirationsteoretiske udtaleser af sangeren, og det var kun to dage senere, den 21. november, da NDR trak nomineringen tilbage.